# Seeufersiedlung Arbon-Bleiche 2
Arbon-Bleiche 2 ist eine früh- bis mittelbronzezeitliche Seeufersiedlung in Arbon im Kanton Thurgau, die 1945 im Rahmen der Anbauschlacht ergraben wurde. Sie ist der eponyme Fundort für die Arboner Kultur. 2011 wurde sie ins UNESCO-Weltkulturerbe Prähistorische Pfahlbauten um die Alpen aufgenommen. Arbon-Bleiche 2 ist eine der metallreichsten Seeufersiedlungen, es wurde sowohl Bronze als auch Gold gefunden.
Stratographisch unterhalb liegt die jungneolithische Pfahlbausiedlung Arbon-Bleiche 3.

## Forschungsgeschichte und Methodik

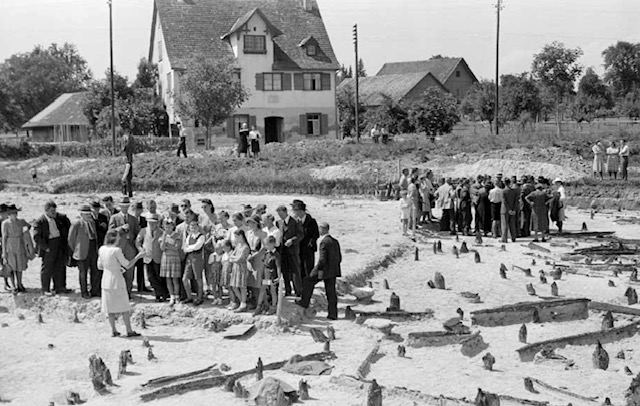
Führung auf der Ausgrabung Arbon-Bleiche 2 im Sommer 1945

Bereiche von Arbon-Bleiche 2 wurden 1945 ergraben im Rahmen der Anbauschlacht, um Drainageleitungen zu verlegen. Kantonsarchäologien gab es noch nicht. Der Sekundarlehrer Heinrich Keller als Verwalter des Historischen Museums von Arbon sowie der Zahnarzt und Lokalforscher Otto Meyer-Boulenaz waren massgeblich daran beteiligt, dass Baubegleitungen stattfanden. Nach der Entdeckung von prähistorischem Fundmaterial wurde ein Aktionskomitee gegründet, um eine grossflächige Grabung durchzuführen. Die Grabung wurde vom Mai bis Juli 1945 mit 30 polnischen Kriegsinternierten durchgeführt, die im Jahr zuvor bereits die Fundstelle Pfyn-Breitenloo ausgegraben hatten. Es konnte eine Fläche von 2800 m2 untersucht werden.
Für die damalige Zeit war die Dokumentation gemäss Auswertern «vorbildlich» (die am ehesten verwertbare aller Sondierungen von 1885–1991), auch wenn sie den heutigen Ansprüchen nicht mehr genügt. So ist oft unklar, aus welcher Schicht die Funde stammen und wann die Kulturschichten anfangen oder aufhören. Zudem sind in den Jahrzehnten bis zur Auswertung in den 1990er Jahren zahlreiche Funde verschwunden, beschädigt oder verwechselt worden. Zum Beispiel wurden Pfähle und Pfahlschuhe zur Konservierung ans Schweizerische Landesmuseum übergeben, sind dort aber nicht mehr aufzufinden.
Die Auswertung geschah schliesslich durch den Vergleich der elf Grabungsflächen und die Vergleiche des Fundmaterials mit sicher datierten Fundstellen. «Weitreichende Interpretationen» waren aber aufgrund der oben genannten Faktoren nicht möglich.

## Siedlungsphasen
Bei der Kulturschicht handelt es sich wahrscheinlich um einen ausgeschwemmten Reduktionshorizont. Es wurde kaum organisches Material gefunden. In einem südlich gelegenen Feld wurde eine zweiphasige Kulturschicht dokumentiert. Die Pfahldichte ist dafür mit etwas mehr als einem Pfahl pro Quadratmeter ungewöhnlich niedrig, was sicher auch mit der schlechten Erhaltung zu tun hat. In einzelnen Feldern fanden sich nur noch die Spitzen von Pfählen.
Für die Datierung stehen neben dem Bronze- und Keramikmaterial fünf sichere Dendrodaten zur Verfügung, die ohne Splint jeweils ins 17. Jh. v. Chr. datieren. Die reich verzierte Keramik wird ins 16. Jh. v. Chr. datiert aufgrund typologischer Vergleiche mit der dendrodatierten Fundstelle Bodman-Schachen I. Aufgrund des Spektrums des Fundmaterials nimmt man eine längere Belegungsdauer an.

## Funde
Bei der Grabung wurden insgesamt 375 kg Scherben zutage befördert, zusammen mit 99 Bronzegegenständen, zwei Golddrähten, zwei Fayenceperlen, ca. 130 Silex- und Steinartefakten sowie 23 Webgewichten aus Ton und einigen Objekten aus Knochen und Hirschgeweih.
Die Keramik besteht zu hohen Teilen aus verzierter Feinkeramik wie Knickwand- oder Kalottenschalen, die ihre nächsten Parallelen in Schicht IC aus Bodman-Schachen findet und wohl ins 16. Jahrhundert datiert. Die Webgewichte waren wohl ursprünglich nicht gebrannt, sondern kamen durch Zufall ins Feuer. Von den Bronzegegenständen zählen 36 zur typologisch hochrelevanten Fundgattung der Nadeln: Dazu gehören zum Beispiel Hülsenkopfnadeln, Ösenkopfnadeln und vertikal oder schräg durchlochte Kugelkopfnadeln. Sie datieren wohl vom Ende der Frühbronzezeit bis zum Anfang der Mittelbronzezeit. Auch zwölf Dolche wurden gefunden. Die beiden Fayenceperlen bestehen aus echter Fayence und finden sich ansonsten in der Wessex-Kultur in Grossbritannien oder in der Aunjetitzer-Kultur in Ungarn. Der hohe Zinnanteil spricht für eine Herkunft aus Grossbritannien.
Der Fund eines Gusstiegels und zweier Tondüsenfragmente weist auf lokale Bronzeverarbeitung hin.

## Bedeutung der Siedlung
Arbon-Bleiche 2 sticht hervor durch den hohen Anteil an Metallen und einzelne Gold- und Bernsteinfunde. Die Siedlung muss durch Handelsnetze ans Meer angeschlossen gewesen sein: Das Fayence stammt aus Grossbritannien, der Bernstein wohl aus der Nordsee. Die Keramik ähnelt Gruppen am Mittelrhein, aus bayrischem Gebiet sowie aus den Alpen, Niederösterreich und Mähren.